# Jason Leland Adams
Jason Leland Adams (Washington o Los Angeles, 7 febbraio 1963) è un attore e produttore cinematografico statunitense, noto principalmente per il ruolo di Preston Lodge III ne La signora del West.
È sposato dal 1996 con Alicia Hoge con la quale ha due figli: Isabelle, nata nel 1999 e Max, nato nel novembre del 2001.

## Filmografia
- La signora del West (Dr. Quinn, Medicine Woman) – serie TV, 59 episodi (1994-1998)
- Vanishing Son – serie TV, 13 episodi (1995)
- Star Trek: Deep Space Nine – serie TV, episodio 7x09 (1998)
- Legacy – serie TV, episodio 1x14 (1999)
- Weeping Shriner, regia di William Preston Robertson – cortometraggio (1999)